# Anopheles saungi
Anopheles saungi är en tvåvingeart som beskrevs av Donald Henry Colless 1955. Anopheles saungi ingår i släktet Anopheles och familjen stickmyggor. Inga underarter finns listade i Catalogue of Life.